# Cyhalothrin
Cyhalothrin ist ein in der Tiermedizin und in verschiedenen land- und forstwirtschaftlichen Kulturen eingesetztes Insektizid aus der Gruppe der Pyrethroide. Es ist eine weiße, geruchlose, kristalline Substanz, die kaum wasserlöslich ist. Cyhalothrin ist ein Kontaktgift und hat außerdem eine insektenabwehrende (Repellent) Wirkung, die aufgrund eines niedrigen Dampfdrucks langanhaltend ist.

## Stereochemie
Cyhalothrin ist eine chirale Verbindung, die mehrere asymmetrisch substituierte Kohlenstoffatome enthält. Die Verbindung kann daher als Gemisch von mehreren Isomeren oder enantiomerenrein vorliegen.
Als gamma-Cyhalothrin (γ-Cyhalothrin) bezeichnet man das reine Isomer (S)-α-Cyano-3-phenoxybenzyl-(Z)-(1R,3R)-3-(2-chlor-3,3,3-trifluorprop-1-enyl)-2,2-dimethylcyclopropancarboxylat:

gamma-Cyhalothrin (γ-Cyhalothrin)

Mit lambda-Cyhalothrin (λ-Cyhalothrin) werden
- (S)-α-Cyano-3-phenoxybenzyl-(Z)-(1R,3R)-3-(2-chlor-3,3,3-trifluorprop-1-enyl)-2,2-dimethylcyclopropanecarboxylat und
- (R)-α-Cyano-3-phenoxybenzyl-(Z)-(1S,3S)-3-(2-chlor-3,3,3-trifluorprop-1-enyl)-2,2-dimethylcyclopropanecarboxylat

bezeichnet.

## Eigenschaften
Cyhalothrin hat einen Flammpunkt von 81–85 °C und eine Zersetzungstemperatur von < 250 °C.

## Wirkungsweise
Insekten nehmen Cyhalothrin über die Körperoberfläche auf, worauf es sich im ganzen Insektenkörper verteilt. Es ist ein Nervengift und führt dazu, dass sich die Na+-Kanäle der Nervenzellen nicht mehr schließen. Na+-Ionen strömen ungehindert in das Zellinnere hinein und es kommt zu unkontrollierbaren Nervenimpulsen. Dies führt zunächst zu Erregungszuständen mit Krämpfen, dann zu Koordinationsstörungen und schließlich zu einer Lähmung. Das Insekt ist innerhalb weniger Minuten bewegungsunfähig, man spricht von einem „knock-down“-Effekt. Der Repellenteffekt beruht auf einer Reizung taktiler Elemente in den Extremitäten („Fuß-Rückzieh-Effekt“) der Arthropoden.
Der Tod tritt erst nach einiger Zeit ein. Zecken werden innerhalb von zwei Tagen abgetötet. Die Wirkung von Cyhalothrin hält zwei Wochen bis fünf Monate an.
Bei nicht ausreichender Dosis können viele der betroffenen Insekten Cyhalothrin enzymatisch (Entgiftungsesterasen und mixed function oxidase) abbauen. Durch Zusatz von Synergisten wie Piperonylbutoxid kann der enzymatische Abbau verhindert werden.

## Einsatzgebiete

### Tiermedizin
Cyhalothrin wird zur Abwehr und Bekämpfung von stechenden, beißenden und saugend-leckenden Insekten eingesetzt. Es wird entweder in Form präparierter Ohrmarken (hier überwiegt der Repellenteffekt) oder als Aufguss (pour-on) verabreicht. Binnen einiger Stunden verteilt es sich auf dem Körper des Tieres über Schweiß und Talg. Bei Wiederkäuern ist der Wirkstoff gegen Zecken, Weidestechfliegen (Haematobia ssp.), Kopffliegen (Musca autumnalis), Bremsen, Läuse und Haarlinge, bei Schweinen gegen Läuse und beim Geflügel gegen Federlinge und Flöhe wirksam.
In der Verordnung (EWG) Nr. 2377/90 über Höchstmengen für Tierarzneimittelrückstände in Nahrungsmitteln ist der Wirkstoff für Rinder in Anhang I zugelassen. Der zulässige Rückstandshöchstwert in Nieren und Milch beträgt 50 µg/kg, in Fett 500 µg/kg. In Deutschland ist derzeit kein tiermedizinisches Präparat auf der Basis von Cyhalothrin zugelassen.

### Pflanzenschutz
Im Pflanzenschutz wird Lambda-Cyhalothrin gegen Insektenbefall in land- und forstwirtschaftlichen Kulturen sowie im Gemüsebau eingesetzt. Das Mittel ist giftig für Fische und Fischnährtiere und wurde als bienengefährlich (B1/SPe 8) eingestuft. Es kommt als Kapselsuspension oder wasserdispergierbares Granulat in den Handel. 
Lambda-Cyhalothrin ist in der Schweiz, in Österreich und in Deutschland gegen eine Vielzahl beißender und saugender Insekten an Getreide, Raps, verschiedenen Futter- und Ölpflanzen, Gemüse, Teekräutern, Hopfen, an Beerenobst, im Weinbau sowie im Forst zugelassen. In der Ökologischen Landwirtschaft darf das Insektizid nur als Lockmittel in Fallen gegen die Mittelmeer- und Olivenfruchtfliege eingesetzt werden.
Gamma-Cyhalothrin war in einigen Staaten der EU, unter anderem in Deutschland und Österreich, sowie in der Schweiz zugelassen. Die Zulassung auf EU-Ebene lief Ende März 2025 aus.
Der Einsatz von Cyhalothrin ist in den Staaten der EU sowie in der Schweiz nicht zulässig.

## Handelsnamen
- Tiermedizin: Cyhalothrin ad us. vet. (CH)
- Pflanzenschutz: Karate Zeon, Karate Forst flüssig (Syngenta),[12] Trafo WG